# ستراک مارگاریان
ستراک مارگاریان (ارمنی: Սեդրակ Մարգարյան؛  زادهٔ ۱۸۹۸ - درگذشته ۱۹۳۷)  سیاستمدار اهل ارمنستان بود که از تاریخ فوریه ۱۹۲۹ تا تاریخ	نوامبر ۱۹۲۹ سمت فهرست رئیسان سرویس امنیت ملی ارمنستان را برعهده داشت.

## زندگی‌نامه
در ۱۸۹۸  به دنیا آمد .  وی در ۱۹۳۷ در سن ۳۹ سالگی  درگذشت.